# Pueblo maqzara

Cuenca hidrográfica del río Senegal donde Al-Idrisi ubicó al pueblo maqzara en el

Pueblo maqzara el es nombre que dio Al-Idrisi en el siglo XII a los habitantes del sur de Mauritania y norte de Senegal en su obra geográfica publicada en 1154. Se les atribuye un origen bereber, de piel negra y cultura animista.
Controlaban los territorios al sur del río Senegal desde la mitad del curso hasta su desembocadura. Fueron desplazados hacia territorios más meridionales a partir del siglo IX por los bereberes islamizados del norte y los almorávides.
Algunos autores señalan que en este movimiento poblacional al sur se fueron mestizando con otros pueblos subsaharianos y formaron parte del proceso de origen de tres nuevas etnias de la antigua región de Senegambia: Wólof, Serer y Tuculor.

## Etimología
El nombre Maqzara también es referido como "Maqzara de los Negros" o "País de los Negros".